# 秘姓
秘，在姓氏中读作bèi（山东省阳信县五秘村读作bì），现在很多秘姓人建议统一读作mì。
据《故城县秘氏族谱》记载，明朝永乐年间，有一个母亲率领三个儿子，从北通州（今北京通州区）里儿寺迁到今河北故城县五户村居住，长子叫“成”，次子叫“全”，三子叫“士能”。次子“全”从军，在“土木之变”时战死在鹞儿岭。后来，长子“成”与母亲又迁徙他乡，三子“士能”留在故城县。故城县和源于故城县的秘姓，都是“士能”的子孙。
秘姓分布全国，但主要分布在河北（包括京津）、山东一带。河北故城县、平山县、南和县、灵寿县、晋州市、大城县和山东德州市、武城县、阳信县、茌平县、滕州市等地，都有秘姓分布。据考证，河北平山县、灵寿县、晋州市一带的秘姓，是“成”的子孙，山东德州市、武城县、阳信县、茌平县、滕州市等地的秘姓，主要由河北故城县迁徙而去。

## 延伸阅读
[在维基数据编辑]
 《欽定古今圖書集成·明倫彙編·氏族典·秘姓部》，出自陈梦雷《古今圖書集成》